# Dekaboran
Dekaboran (B
10H
14) – nieorganiczny związek chemiczny z grupy borowodorów.
Otrzymywanie w wyniku ogrzewania diboranu w temperaturze 100 °C pod próżnią. Oczyszczanie najczęściej przeprowadza się poprzez sublimację. Jony dekaboranu mogą być stosowane w niskoenergetycznej implantacji jonów boru w produkcji półprzewodników.